# Henry Winter
Henry Winter (Londra, 18 febbraio 1963) è un giornalista inglese, corrispondente dal 1994 del The Daily Telegraph per servizi calcistici..
Fratello minore del professor Timothy Winter, frequentò la Westminster School e l'Università di Edimburgo.
Dopo la laurea, si dedicò per un anno alla realizzazione di una rivista sportiva a Londra.
Lavorò successivamente per il quotidiano The Independent nei primi anni di pubblicazione, curando rubriche su sport e istruzione.
Durante il campionato mondiale di calcio 2006 in Germania tenne un webcast sulla competizione in generale, con particolari approfondimenti sulla Nazionale inglese.
Winter prende spesso parte a programmi televisivi, tra cui Sunday Supplement di Sky Sports, e radiofonici, come quelli trasmessi su BBC Radio 5 Live.
È stato il ghostwriter delle autobiografie dei calciatori del Liverpool Football Club Kenny Dalglish, John Barnes e Steven Gerrard.